# Clinidium sculptile
Clinidium sculptile är en skalbaggsart som först beskrevs av Newman 1838.  Clinidium sculptile ingår i släktet Clinidium och familjen hakbaggar. Inga underarter finns listade i Catalogue of Life.